# ОШ „Бранислав Нушић” Бања Лука
ОШ „Бранислав Нушић” једна је од основних школа у Бања Луци. Налази се у улици Мањачких устаника 32. Сама зграда се налази на списку непокретних културних добара националне листе споменика Босне и Херцеговине и списку непокретних културних добара Републике Српске.
Име је добила по Браниславу Нушићу, књижевнику, писцу романа, драма, прича и есеја, комедиографу, зачетнику реторике у Србији и истакнутом фотографу аматеру.

## Историјат

### 19. век
Пред крај турске владавине било је неколико покушаја друштвених, па и образовних реформи. Када је Омер-паша Латас 1851. године сломио отпор босанског беговата, делом је провео и школску реформу, отварањем школа изван верских институција. До тада је образовање било резервисано за одабране и одвијало се у манастирима и самостанима. У то време се отвара и Нижа гимназија Руждија за децу свих националности. Масовно описмењавање у Бања Луци почиње отварањем српске конфесионалне мушке школе 1862. године. Нешто раније, 1859. године, отворена је прва хрватска школа, али како је била у склопу самостана није била грађанска, иако је била отвореног типа. Обавезно школовање у Бања Луци се уводи у време Аустроугарске.
Године 1897. у тадашњем Горњем шехеру почиње са радом Друга дечачка школа, која данас постоји и ради под именом ОШ „Бранислав Нушић”. Септембра исте године настава се у одвијала у пет учионица, а уписано је 50 ученика који долазе у школу у плавим блузама и кецељама и носе амблем школе. Од првих 50 уписаних ученика, њих 22 је завршило четврти разред, остали су временом одустајали, одсељавали и напуштали школу. Школске 1898—99. године уписано је 28 ученика, а школске 1899—00. свега осам ученика.

### 20. век
Након анексије Босне и Херцеговине у школским дневницима код неких ученика стоји да су се одселили са родитељима у Турску. Године 1911—12, након проглашења Закона о основној школи, од уписаних 20, њих 12 је присилно уписано у школу. Школа је прве 23 године рада била резервисана само за дечаке, тако да је 1920—21. године школу похађала прва девојчица.
У септембру, школа прераста у седмогодишњу, а 1950—51. и у осмогодишњу. Ради потреба ученика школа је проширена 1966. године градњом новог дела, те је након земљотреса 1969. санирана и тада је добила и фискултурну салу, 1974. године. Године 1978—79. је од вреднованих 76 школа заузела десето место, а 1980—81. треће место. Исте године на тестирању из хемије, школа на републичком нивоу осваја шесто место. Године 1984—85, када је извршено вредновање резултата рада, школа је заузела прво место на подручју општине Бања Лука.
У састав школе улазе и две подручне школе које и данас активно раде, изграђена 1962. у Доњим Колима и изграђена 1979. у Рекавицама. Од 1984. године у њеном саставу је била и подручна школа у Новоселији, која је 2000. године припојена школи „Милан Ракић” у Карановцу. Од 1997. године су део потписника Сарадње породица основних школа које носе назив „Бранислав Нушић”, што јој омогућава међудржавну сарадњу.
Школа је од свог настанка до данас у више наврата мијењала име. Почела је са радом као Друга дјечачка школа, затим осмогодишња школа „Горњи Шехер“, ОШ „Мухамед Казаз“, те ЈУ ОШ „Бранислав Нушић“.

### 21. век
Школске 2016—17. године су рехабилитовали школски часопис „Ријеч Нушићеваца”. У школи активно раде две еколошке секције, под чијим се акцијама, преко Савета ученика школе, реализује манифестација „Пелцеријада” где сви учествују у садњи цвећа и уређењу дворишта. Сарађују са Градском управом, месном заједницом, Народним позориштем Републике Српске, Дечијим позориштем, биоскопом „Палас”, Музејом Републике Српске, Архивом Републике Српске, Туристичком организацијом Бања Луке, Народном и универзитетском библиотеком Републике Српске, дечијим и стручним часописима и издавачким кућама, спортским клубовима, сајмовима, Заводом за уџбенике и наставна средства, привредним, културно–историјским и осталим кућама, превозницима, невладиним организацијама.

## Догађаји
Догађаји основне школе „Бранислав Нушић”:
- Међународни дан детета
- Међународни дан вода
- Европски дан језика
- Дан вода
- Дан учитеља
- Дан планете Земље
- Дан жена[3]
- Дан планете Земље
- Дан дечијих постигнућа
- Свечани пријем првака
- Дечија недеља
- Никољданска приредба
- Светосавска академија[4]